# كلفن لوماكس
كلفن لوماكس (بالإنجليزية: Kelvin Lomax)‏ هو لاعب كرة قدم بريطاني في مركز الدفاع، ولد في 12 نوفمبر 1986 في بري ‏ في المملكة المتحدة. لعب مع أولدهام أثلتيك وشروزبري تاون ونادي بارو ونادي تشيسترفيلد ونادي روتشديل ونادي هايد إف سي.

## وصلات خارجية
- كلفن لوماكس على موقع قاعدة بيانات كرة القدم.إي يو (الإنجليزية)
- كلفن لوماكس على موقع Soccerbase.com (لاعب) (الإنجليزية)